# Championnats d'Europe de cross-country 2011
Navigation
Albufeira 2010 Budapest 2012
Le 18e Championnat d'Europe de cross-country s'est déroulé le 11 décembre 2011 à Velenje en Slovénie. La ville a déjà accueilli ces championnats en 1999. La mascotte de l'édition est « Ligi la taupe » (en anglais : Ligi the mole), comme lors de l'édition de 1999 ; Ligi est devenue à la suite de ces premiers championnats une mascotte utilisée pour nombreux événements de Velenje.

## Compétition
Les Championnats d'Europe de cross-country comprennent six épreuves au total. Les distances varient en fonction de la catégorie (Seniors, Espoirs, Juniors) et du sexe (Hommes, Femmes).
| Catégorie | Hommes  | Femmes  |
| --------- | ------- | ------- |
| Seniors   | 9 870 m | 8 170 m |
| Espoirs   | 8 170 m | 6 070 m |
| Juniors   | 6 070 m | 3 970 m |

## Résultats

### Seniors

#### Hommes
| Rang | Athlète              | Pays        | Temps       |
| ---- | -------------------- | ----------- | ----------- |
|      | Atelaw Bekele        | Belgique    | 29 min 15 s |
|      | Ayad Lamdassem       | Espagne     | 29 min 20 s |
|      | José Rocha           | Portugal    | 29 min 21 s |
| 4    | Hassan Chahdi        | France      | 29 min 22 s |
| 5    | Joseph Sweeney       | Irlande     | 29 min 23 s |
| 6    | Javier Guerra        | Espagne     | 29 min 24 s |
| 7    | Morhad Amdouni       | France      | 29 min 26 s |
| 8    | Khalid Choukoud      | Pays-Bas    | 29 min 27 s |
| 9    | Andy Vernon          | Royaume-Uni | 29 min 39 s |
| 10   | Morten Toft Munkholm | Danemark    | 29 min 42 s |
| 11   | Mokhtar Benhari      | France      | 29 min 43 s |
| 12   | Benjamin Malaty      | France      | 29 min 44 s |

| Rang | Pays                                                                | Points |
| ---- | ------------------------------------------------------------------- | ------ |
|      | France Hassan Chahdi Morhad Amdouni Mokhtar Benhari Benjamin Malaty | 34     |
|      | Royaume-Uni Andy Vernon Ryan McLeod James Walsh Mark Draper         | 59     |
|      | Espagne Ayad Lamdassem Javier Guerra Ricardo Serrano Youssef Aakaou | 67     |
| 4    | Portugal                                                            | 76     |
| 5    | Italie                                                              | 84     |
| 6    | Irlande                                                             | 116    |
| 7    | Danemark                                                            | 135    |
| 8    | Allemagne                                                           | 160    |

#### Femmes
| Rang | Athlète            | Pays        | Temps       |
| ---- | ------------------ | ----------- | ----------- |
|      | Fionnuala Britton  | Irlande     | 25 min 55 s |
|      | Ana Dulce Félix    | Portugal    | 26 min 02 s |
|      | Gemma Steel        | Royaume-Uni | 26 min 04 s |
| 4    | Nadia Ejjafini     | Italie      | 26 min 13 s |
| 5    | Adriënne Herzog    | Pays-Bas    | 26 min 34 s |
| 6    | Sophie Duarte      | France      | 26 min 36 s |
| 7    | Roxana Bârcă       | Roumanie    | 26 min 39 s |
| 8    | Leonor Carneiro    | Portugal    | 26 min 39 s |
| 9    | Simret Restle      | Allemagne   | 26 min 40 s |
| 10   | Valeria Straneo    | Italie      | 26 min 42 s |
| 11   | Christine Bardelle | France      | 26 min 50 s |
| 12   | Freya Murray       | Royaume-Uni | 26 min 51 s |

| Rang | Pays                                                                   | Points |
| ---- | ---------------------------------------------------------------------- | ------ |
|      | Royaume-Uni Gemma Steel Freya Murray Julia Bleasdale Elle Baker        | 42     |
|      | Portugal Dulce Félix Leonor Carneiro Anália Rosa Ana Dias              | 51     |
|      | Allemagne Simret Restle Sabrina Mockenhaupt Verena Dreier Susanne Hahn | 83     |
| 4    | France                                                                 | 83     |
| 5    | Roumanie                                                               | 88     |
| 6    | Italie                                                                 | 101    |
| 7    | Espagne                                                                | 116    |
| 8    | Irlande                                                                | 133    |

### Espoirs
| Épreuves            | Or                         | Argent                      | Bronze                           |
| Course individuelle | Florian Carvalho 23 min 44 | James Wilkinson 23 min 47 s | Søndre Nordstad Moen 23 min 48 s |
| Par équipes         | Norvège 59,5 pts           | Royaume-Uni 76 pts          | France 94 pts                    |

| Épreuves            | Or                       | Argent                         | Bronze                     |
| Course individuelle | Emma Pallant 19 min 57 s | Naomi Taschimowitz 20 min 02 s | Corinna Harrer 20 min 03 s |
| Par équipes         | Royaume-Uni 29 pts       | Allemagne 36 pts               | Portugal 36 pts            |

### Juniors
| Épreuves            | Or                 | Argent          | Bronze           |
| Course individuelle | Ilgizar Safiulin   | Richard Goodman | Vladimir Nikitin |
| Par équipes         | Royaume-Uni 30 pts | Russie 46 pts   | France 100 pts   |

| Épreuves            | Or                         | Argent                  | Bronze       |
| Course individuelle | Emelia Gorecka 13 min 13 s | Ioana Doaga 13 min 14 s | Amela Terzić |
| Par équipes         | Royaume-Uni                | Russie                  | Allemagne    |

## Tableau des médailles
| Rang  | Nation      | Or | Argent | Bronze | Total |
| ----- | ----------- | -- | ------ | ------ | ----- |
| 1     | Royaume-Uni | 6  | 5      | 1      | 12    |
| 2     | France      | 2  | 0      | 2      | 4     |
| 3     | Russie      | 1  | 2      | 1      | 4     |
| 4     | Norvège     | 1  | 0      | 1      | 2     |
| 5     | Belgique    | 1  | 0      | 0      | 1     |
| 5     | Irlande     | 1  | 0      | 0      | 1     |
| 7     | Portugal    | 0  | 2      | 2      | 4     |
| 8     | Allemagne   | 0  | 1      | 3      | 4     |
| 9     | Espagne     | 0  | 1      | 1      | 2     |
| 10    | Roumanie    | 0  | 1      | 0      | 1     |
| 11    | Serbie      | 0  | 0      | 1      | 1     |
| Total | Total       | 12 | 12     | 12     | 36    |